# Estadio Islas Malvinas

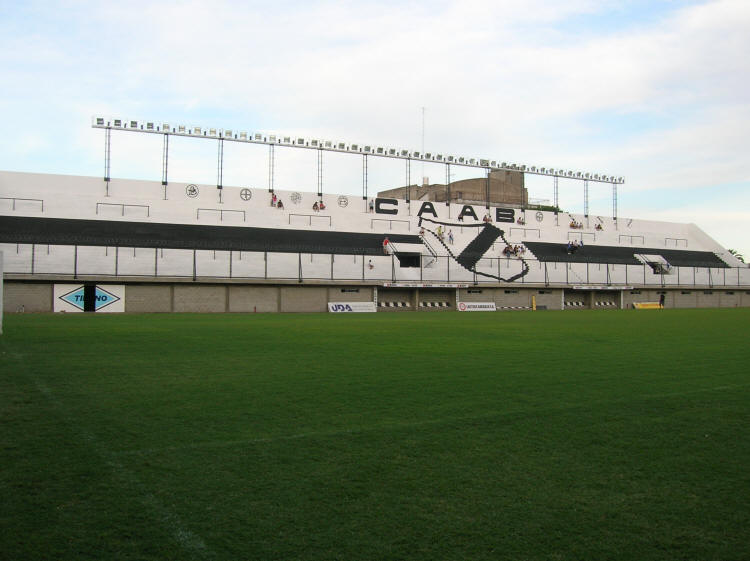
Die 2007 erbaute Tribüne Chivilcoy mit 9.000 Plätzen

Das Estadio Islas Malvinas (deutsch Falklandinseln-Stadion) ist ein Fußballstadion in der argentinischen Hauptstadt Buenos Aires. Das Stadion an der Avenida Álvarez Jonte 4180 wurde anlässlich der Fußball-Weltmeisterschaft 1978 in einer Geländevertiefung des Parque General San Martín (deutsch: General-St. Martín-Platz) errichtet.
Es fasst heute 21.000 Zuschauer. Der heimische Fußballverein, die All Boys, trägt hier seine Heimspiele aus, wodurch das Stadion auch unter dem Namen Estadio All Boys geläufig ist.
Das Stadion wird auch für Veranstaltungen, wie zum Beispiel Open-Air-Konzerte genutzt. Unter anderem traten hier auch schon Manu Chao und die in Argentinien bekannte Band Intoxicados auf.
Die zugehörige 1.500 Personen fassende Halle ist auch Austragungsort für Handballspiele.